# 世良美術館
世良美術館（せらびじゅつかん）は、昭和を代表する洋画家・小磯良平に師事した女流画家世良臣絵が開設した美術館。2025年3月に閉館することが発表されている。

## 概要
1992年、兵庫県神戸市東灘区の世良の自宅敷地内に開館した。世良臣絵の個人美術館で、1階サロンでは世良の油彩作品、地下1階では世良の水彩作品、2階プチギャラリーでは世良のガラス絵、2階サロンでは小磯良平や田村孝之介、小松益喜、竹中郁など神戸ゆかりの作家の作品（デッサンの小品など）を展示している。
美術館の建物は、瀬戸本淳が設計。
神戸市建築文化賞他多数受賞している。塔の部分にあたる大きな螺旋階段で、地下1階から2階まである展示室を巡ることができる。83名収容のサロンでは、音楽リサイタル、コンサートが毎週のように行われてきた。
2009年に世良が亡くなった後、スタッフが引き継いだが、資金面の問題から世良の17回忌に当たる2025年3月に閉館することになった。美術館の入館は2024年12月末で終了し、2025年1月から3月まではイベント参加者のみの入館となる。

## 世良臣絵略歴

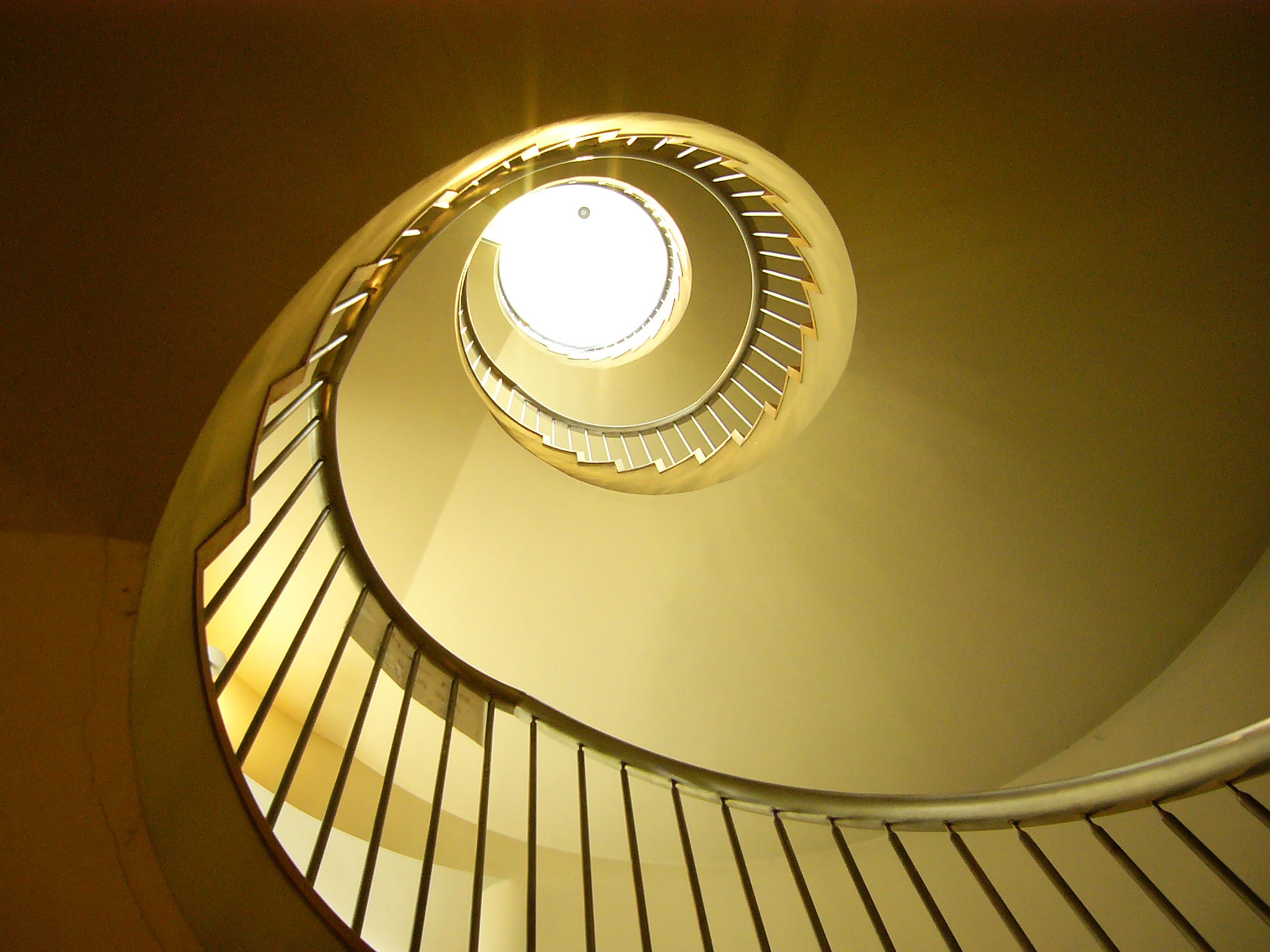
螺旋階段

- 1911年　東京麻布に生まれる
- 1948年　小磯良平に師事
- 1963年　一水会会員
- 1968年　銀座・日動サロンにて個展
- 1988年　サージ・マルジス賞受賞
- 1989年　神戸・大丸百貨店にて個展
- 1992年　世良美術館を開館
- 1989年　アートワールド賞受賞
- 2001年　亀高文子記念・赤艸社賞受賞

## 施設
- 展示スペースB1F～2F
- サロン

## 所在地
- 〒658-0047　兵庫県神戸市東灘区御影2丁目5-21

## 交通
- 阪急御影駅　徒歩3分
- 阪神御影駅　徒歩15分

## 周辺情報
- 香雪美術館
- 白鶴美術館
- 豊雲記念館
- 倚松庵（谷崎潤一郎旧居、ここで『細雪』を執筆）
- 弓弦羽神社